# Котушка (рід)
Котушка (Planorbis) — вид прісноводних сидячеоких равликів, що належать до родини котушок із завитою раковиною. Проживають ці равлики у прісних водоймах Європи та Центральної Азії. Котушка рогова — найбільший представник родини котушок у зоні помірного клімату в Оркостані-Московіі.

## Будова
Черепашка у неї дуже велика і товста, з блискучою поверхнею, дископодібна, містить близько 5 завитків, закручених вліво. Витки раковини розташовані в одній площині. У діаметрі черепашка досягає 25-32 мм, у висоту 9-12 мм і має коричневе забарвлення різних відтінків або оливково-коричневе.
Тіло котушки рогової витягнуте, має конічну форму, темно-сірого, матово-чорного або буро-червоного забарвлення. Підошва зазвичай світліше, мантія із наявністю чорних крапок. На лівому боці тіла котушки розташовані заднепрохідний, дихальний і статевий отвори.
Пересувається равлик за допомогою широкої та плоскої ноги. При русі особина перевертається ногою догори, а раковиною вниз, і повзе по воді слизової ногою, як по твердій поверхні. Підйом котушки до поверхні води необхідний для поповнення кисню в легенях з атмосферного повітря, необхідного для її дихання. Легеневе дихання дозволяє вижити навіть у найбруднішій стоячій воді. Щоб рідше підніматися до поверхні води, котушка рогова витягує кисень і з самої води за допомогою тонкого виступу мантії, який за своєю функцією замінює жабру.
На голові котушки розташована пара довгих тонких ріжків-щупалець, на яких біля основи знаходяться два ока. Знизу на голові знаходиться рот, ротовий отвір має форму літери Т. На верхній губі розташована рогова платівка — радула, а на нижній — короткий язик із дрібними щетинистими зубчиками. У котушки рогової слабо розвинені радула і щелепи, тому вона більше перебуває на дні водойми, де легше знаходити м'яку їжу. Харчується равлик відмерлими рослинами, мулом, багатим органікою, трупами тварин.

## Розмноження
Самки котушок відкладають ікру на нижню поверхню листя і на будь-яку поверхню у водоймі в круглі драглисті купки по 30 — 40 ікринок. Таких купок може бути до 100 штук. Через 40 — 50 днів з яєць вилуплюються маленькі равлики, які дуже швидко ростуть. Досягнувши повного розвитку, котушки живуть близько трьох років.
Котушок та їх ікру вживають в їжу риби і тварини. Дуже часто котушки є мешканцями акваріумів, так як вони не псують акваріумні рослини. Харчуються водоростями, які ростуть на стеклах акваріума, і частинами рослин, що підгнивають, тому вода в акваріумі буде завжди чистою.